# مولینویل (کانزاس)
مولینویل (به انگلیسی: Mullinville) شهری در ایالت کانزاس کشور ایالات متحده آمریکا است که جمعیت آن در سرشماری سال ۲۰۱۰ میلادی، ۲۵۵ نفر بوده‌است.

## نگارخانه

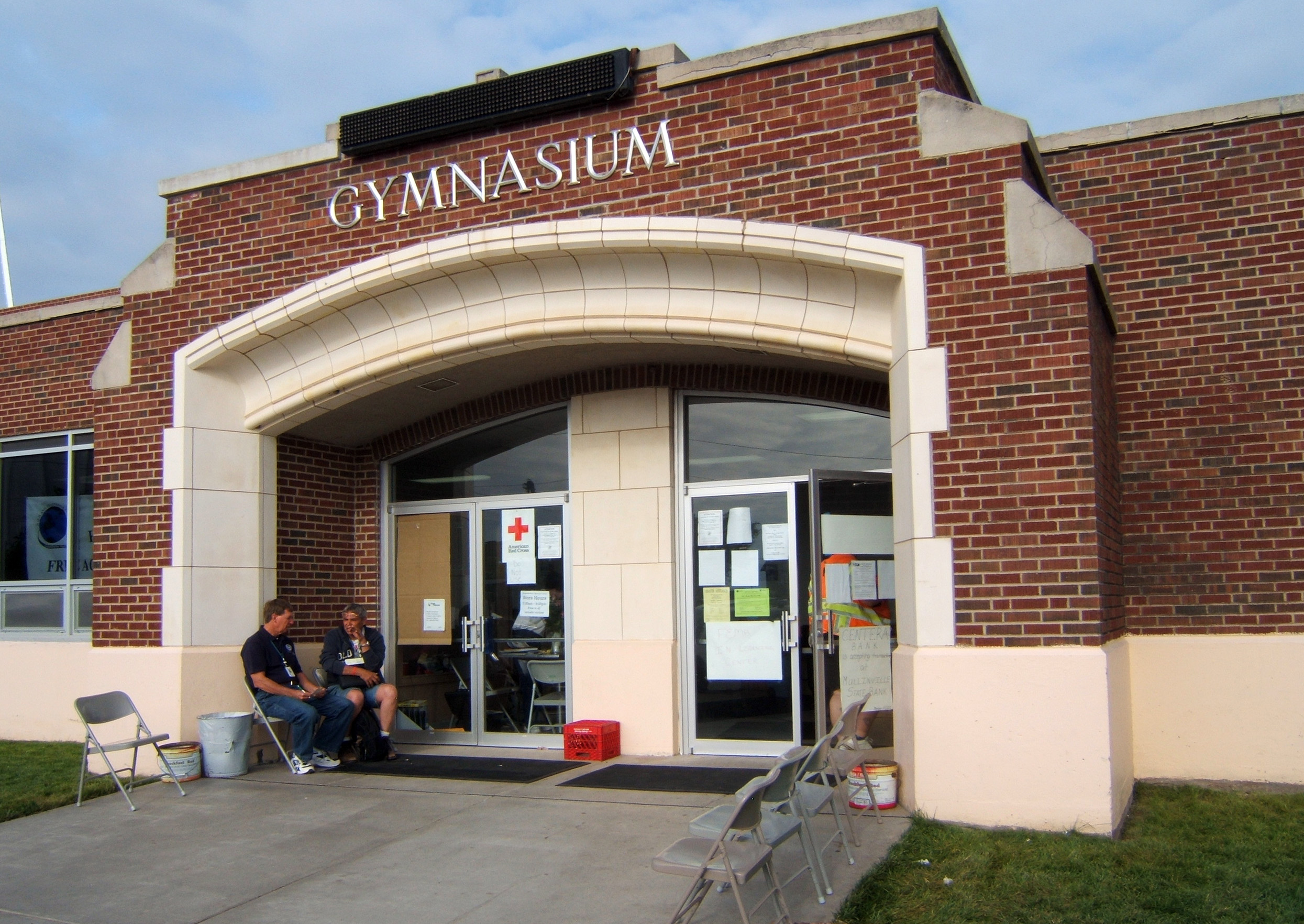
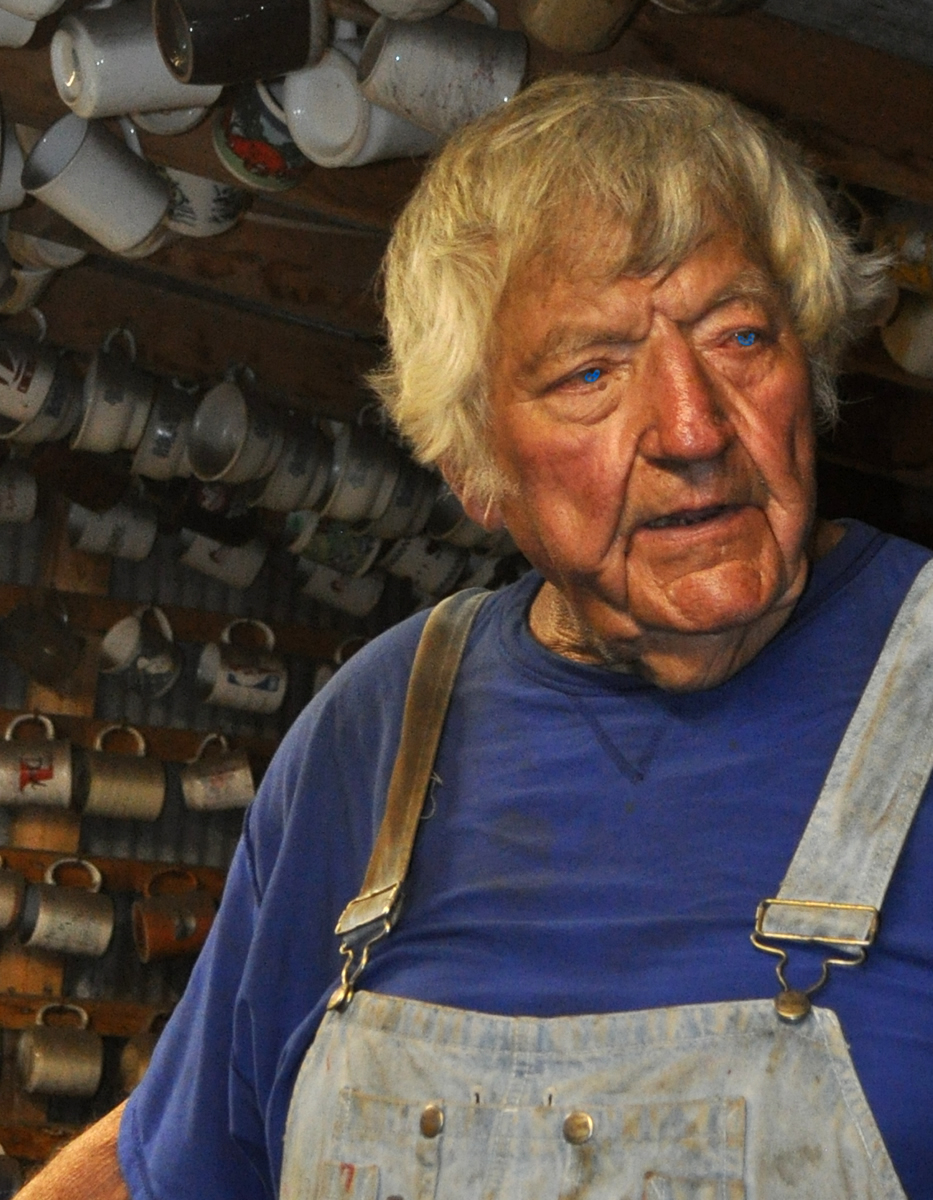